# Australo-Américains
Les Australo-Américains (en anglais : Australian Americans) sont des Américains ayant partiellement ou en totalité des ancêtres originaires de l'Australie.
Selon l'American Community Survey, pour la période 2011-2015, 96 620 personnes déclarent avoir en partie ou en totalité une ascendance australienne.
Elles sont particulièrement présentes dans les États de Californie, d'Hawaï, de Floride et de New York.